# BMW 321
BMW 321 — автомобіль середнього класу німецької компанії BMW 1938–1941 років, що прийшов на заміну моделі BMW 320, хоча зовні вони мало відрізнялись. Його виробляли на заводі в Айзенах. Виготовлення моделі продовжили у післявоєнний період 1945–1950 роках

## Конструкція
Модель збудували на скороченому шасі моделі BMW 326 та запозиченому з неї модернізованому 6-циліндровому верхньоклапанному рядниму моторі з двома карбюраторами об'ємом 1971 см³, потужністю 45 к.с. (33 кВт) при 3750 об/хв. з одним карбюратором Solex 30 BFLVS.
Також з 320 походила 4-ступінчаста коробка передач. Автомобіль розганявся 0-100 км/год за 35,5 сек і максимальна швидкість становила 115 км/год. Ходова частина відповідала моделям BMW 321 / BMW 326, але з розширеним на 110 мм кузовом. Гідравлічні гальма мали привід на усі колеса. Як і у машин вищого класу модель 321 отримала цільнометалевий кузов, який виготовляла берлінська фабрика Ambi-Budd. Зовні вона дещо нагадувала модель 326, але отримала виключно дводверні кузови. BMW 321 випускали з кузовами седан за 4800 марок (2078 машин), 4-місний кабріолет за 5650 марок (1551 машин). Загалом до 1941 було виготовлено 3637 машин даної моделі.
Через війну виробництво зупинили і відновили 1945 у окупаційній зоні СРСР. До 1950 було виготовлено до 4000 BMW 321.

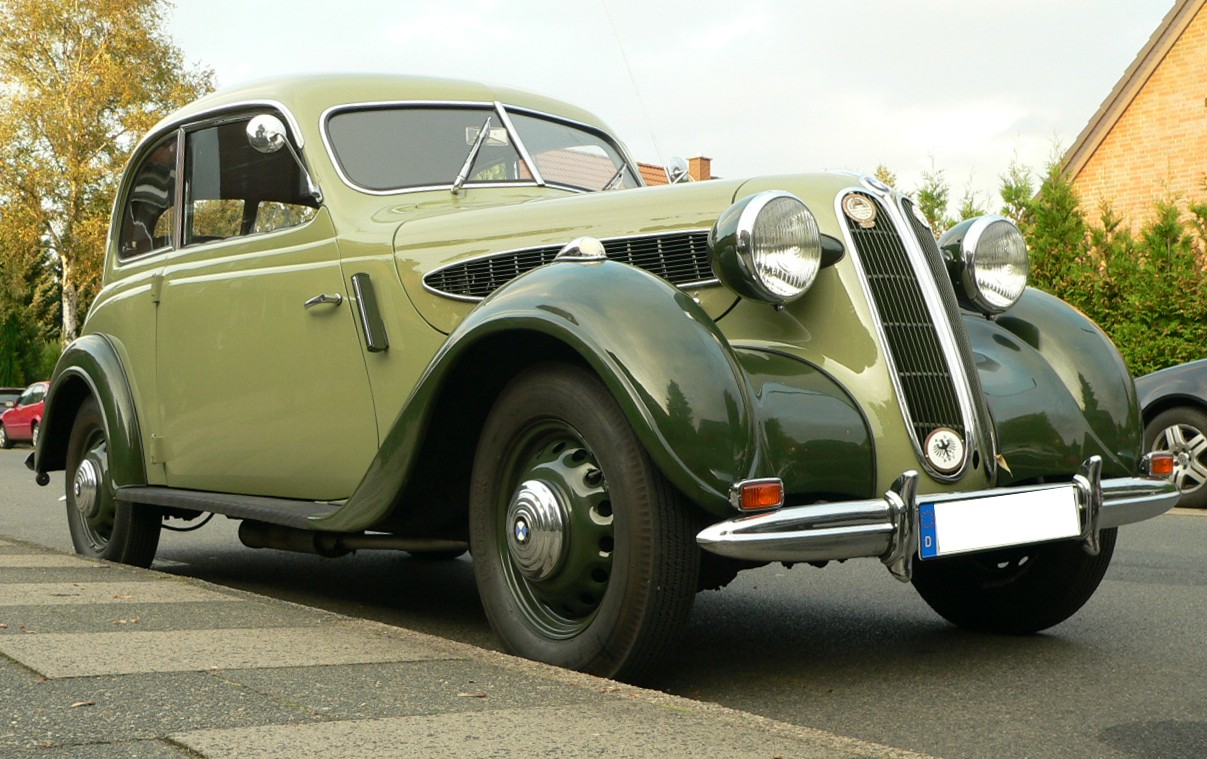
BMW 321. Седан